# Eymet
Eymet (okzitanisch: Aimet) ist eine französische Gemeinde mit 2.553 Einwohnern (Stand: 1. Januar 2022) im Süden des Dordogne in der Region Nouvelle-Aquitaine. Eymet gehört zum Arrondissement Bergerac und ist der Hauptort (chef-lieu) des Kantons Sud-Bergeracois.

## Geographie
Eymet liegt in der Landschaft Périgord etwa 22 Kilometer südsüdöstlich von Bergerac am Fluss Dropt. Im Westen wird die Gemeinde von seinem Zufluss Escourou begrenzt, der hier auch mündet. Umgeben wird Eymet von den Nachbargemeinden Fonroque im Norden, Serres-et-Montguyard im Osten und Nordosten, Lauzun und Bourgougnague im Südosten, Agnac im Süden, La Sauvetat-du-Dropt im Südwesten, Soumensac im Westen sowie Saint-Julien-Innocence-Eulalie mit Sainte-Eulalie-d’Eymet im Nordwesten.
Durch die Gemeinde führen die frühere Route nationale 133 sowie die Via Lemovicensis, einer der vier historischen „Wege der Jakobspilger in Frankreich“.

## Geschichte
Die Ortschaft geht nach der Peutingertafel auf die gallorömische Siedlung Diolindum zurück.
Eymet ist eine Bastide, die 1270 von Alphonse de Poitiers gegründet wurde.
Im Hundertjährigen Krieg wurde der Ort verheert. 1794 wurden die Ortschaften Drayaux und Sainte-Colombe eingemeindet.
Am 21. Juni 1944 verübten die Deutschen ein Massaker zur Rache an der Resistance.

### Bevölkerungsentwicklung
| Jahr      | 1962 | 1968 | 1975 | 1982 | 1990 | 1999 | 2006 | 2017 |
| Einwohner | 1894 | 2010 | 2927 | 2880 | 2769 | 2552 | 2541 | 2630 |

## Sehenswürdigkeiten

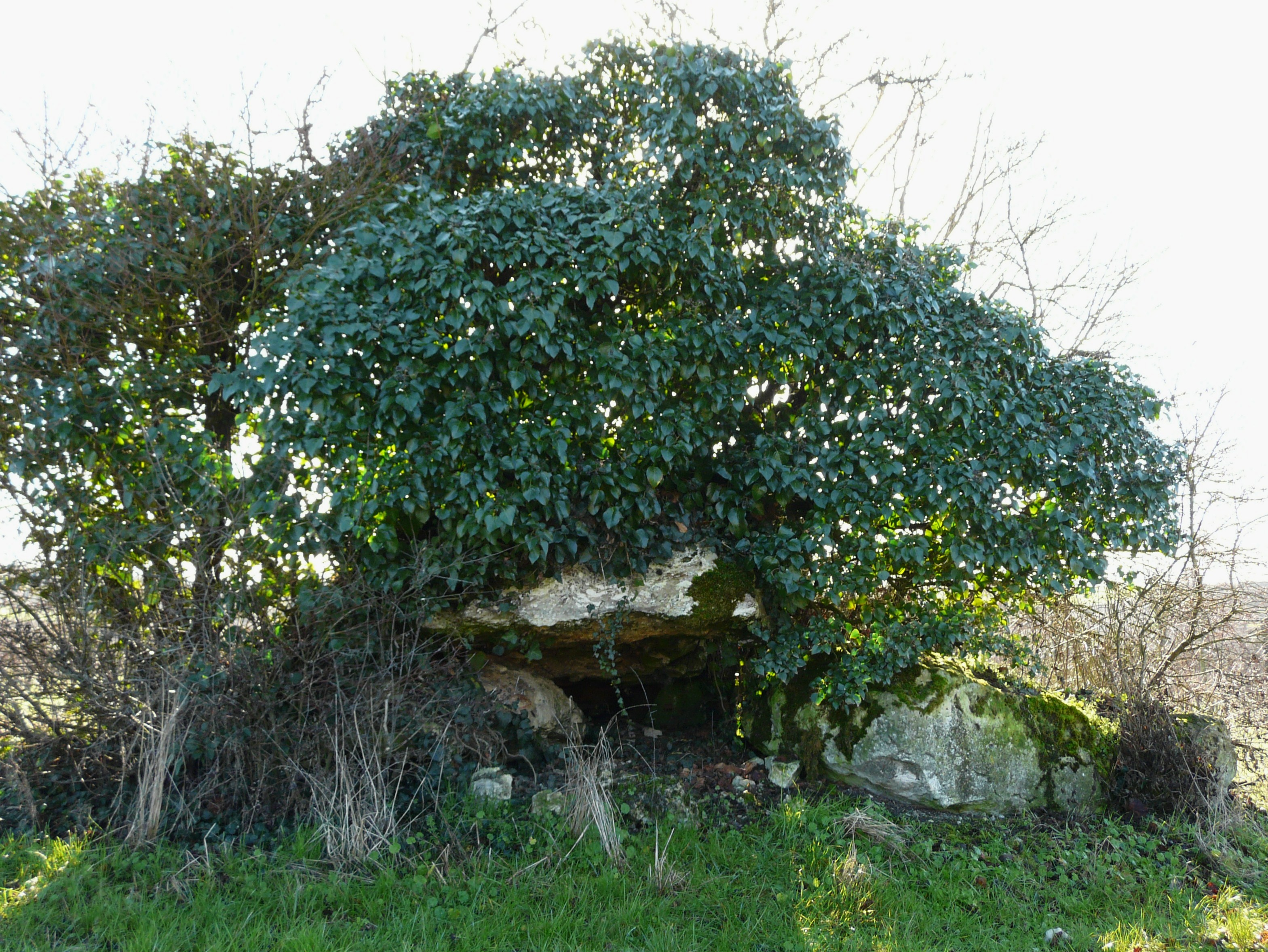
Dolmen d'Eylias

- Dolmen von Eylias, seit 1981 Monument historique
- Teile der Befestigungsanlage der Bastide, seit 1968 Monument historique
- Schloss Eymet aus dem 13. Jahrhundert mit Umbauten im 19. Jahrhundert, seit 1994 Monument historique
- Schloss Pouthet aus dem 18./19. Jahrhundert, seit 2006 Monument historique
- Mittelalterliche Brücke von Le Bretou über den Dropt, seit 1995 Monument historique
- Taubenschlag von La Garenne aus dem 18. Jahrhundert, seit 1974 Monument historique
- Kirche Notre-Dame de l’Assomption aus dem 19. Jahrhundert, im neogotischen Stil an der Stelle der früheren mittelalterlichen Kirche errichtet
- Kirche Sainte-Madeleine in Cogulot, ursprünglich romanische Kirche, im 19. Jahrhundert erbaut
- Kirche Saint-Martin-de-Tours in Roquette aus dem 12. Jahrhundert
- Kirche Saint-Sulpice
- protestantische Kirche, Anfang des 19. Jahrhunderts wiedererrichtet, nachdem der Vorgängerbau Ende des 17. Jahrhunderts zerstört worden war
- zahlreiche Fachwerkhäuser

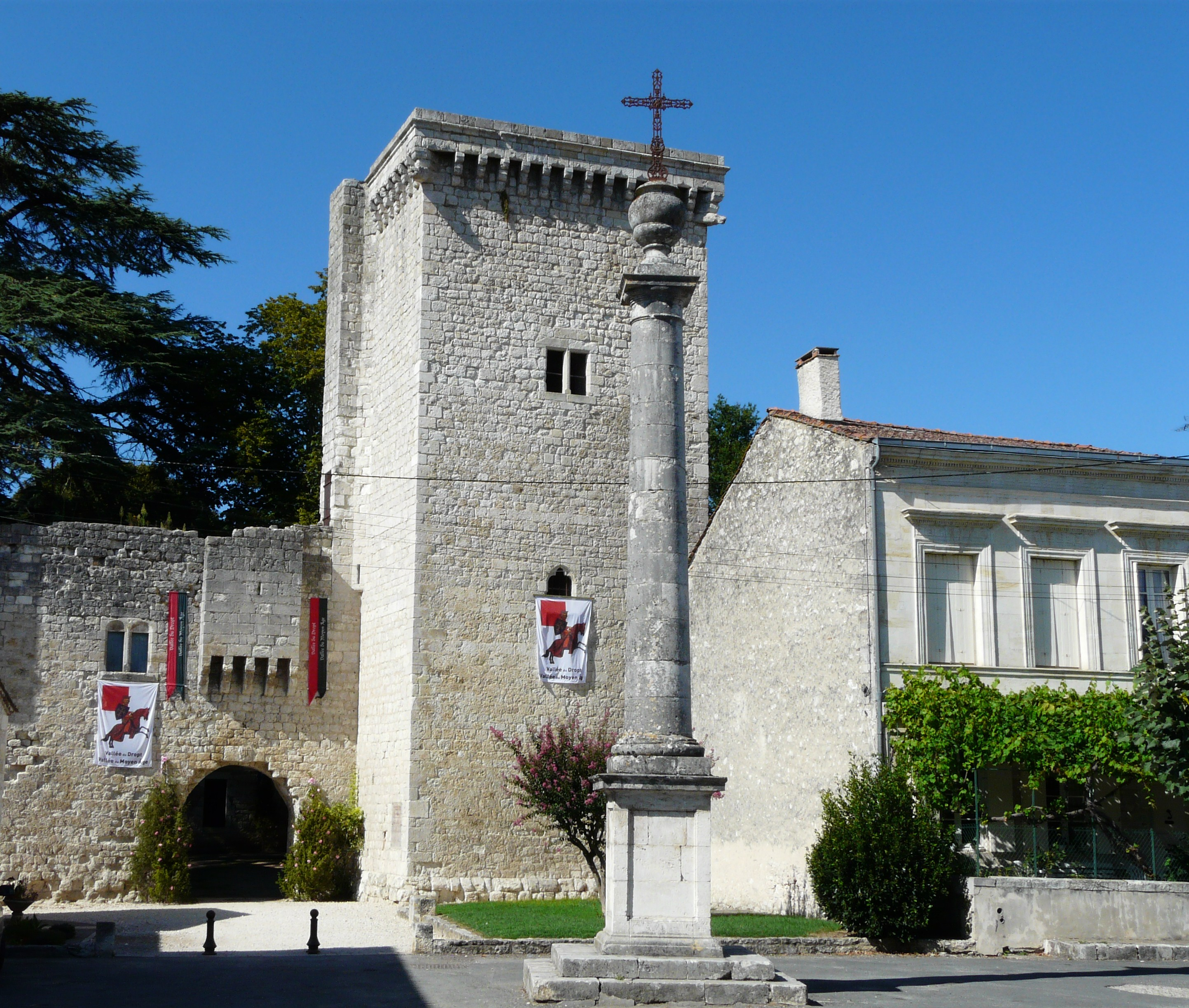
Südtor und Monseigneurturm am Schloss Eymet
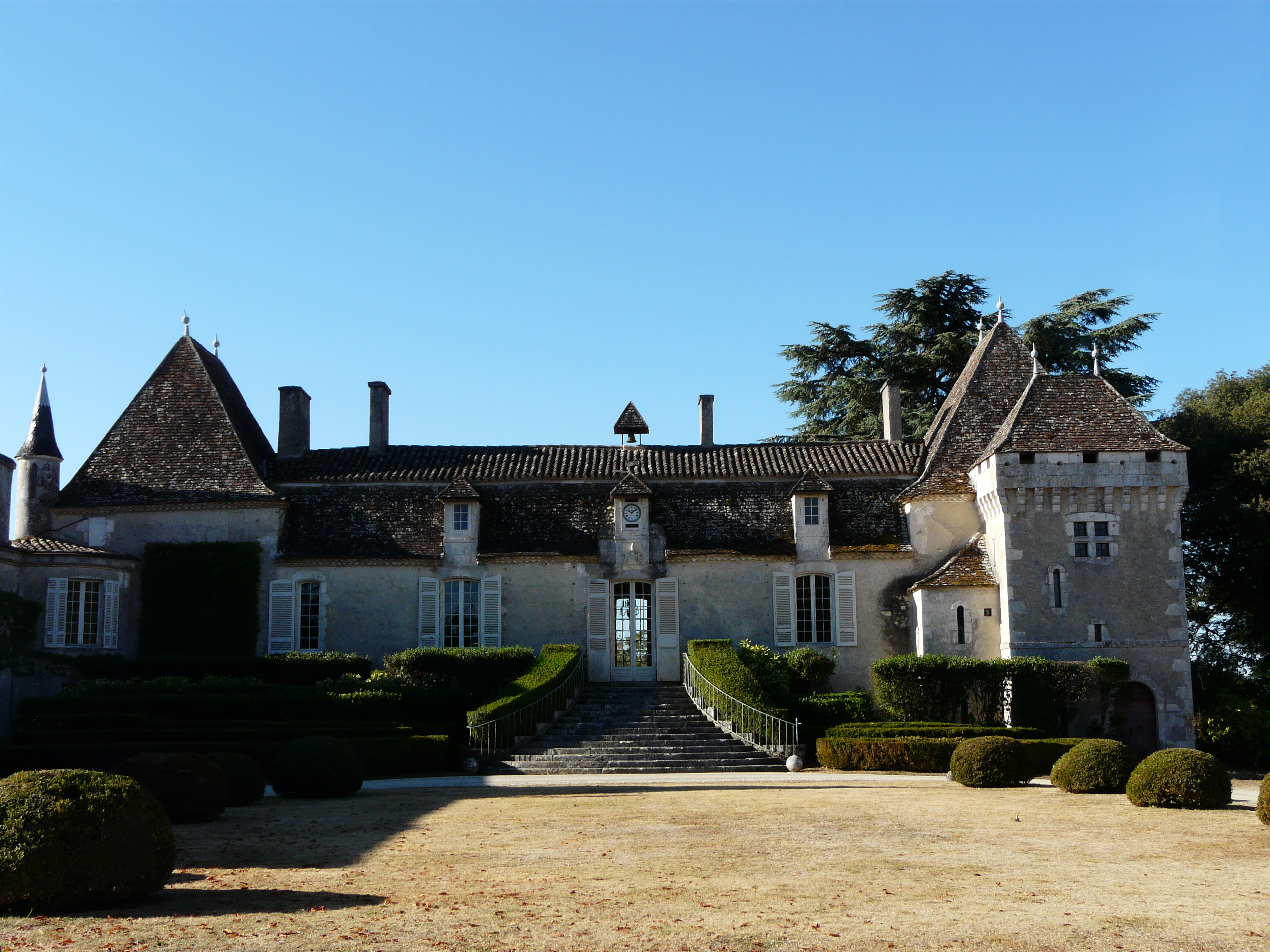
Schloss Pouthet
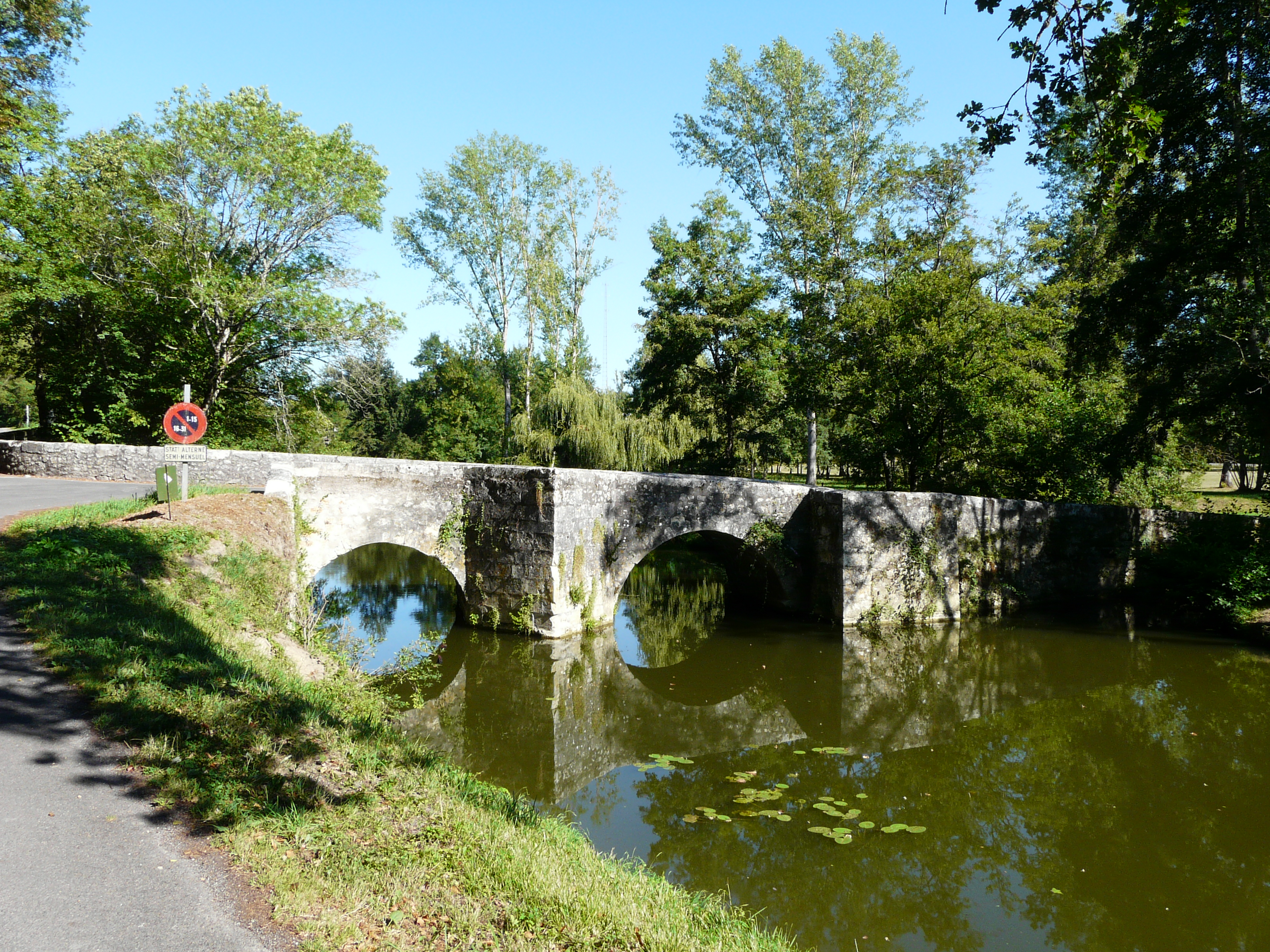
Brücke von Le Bretou
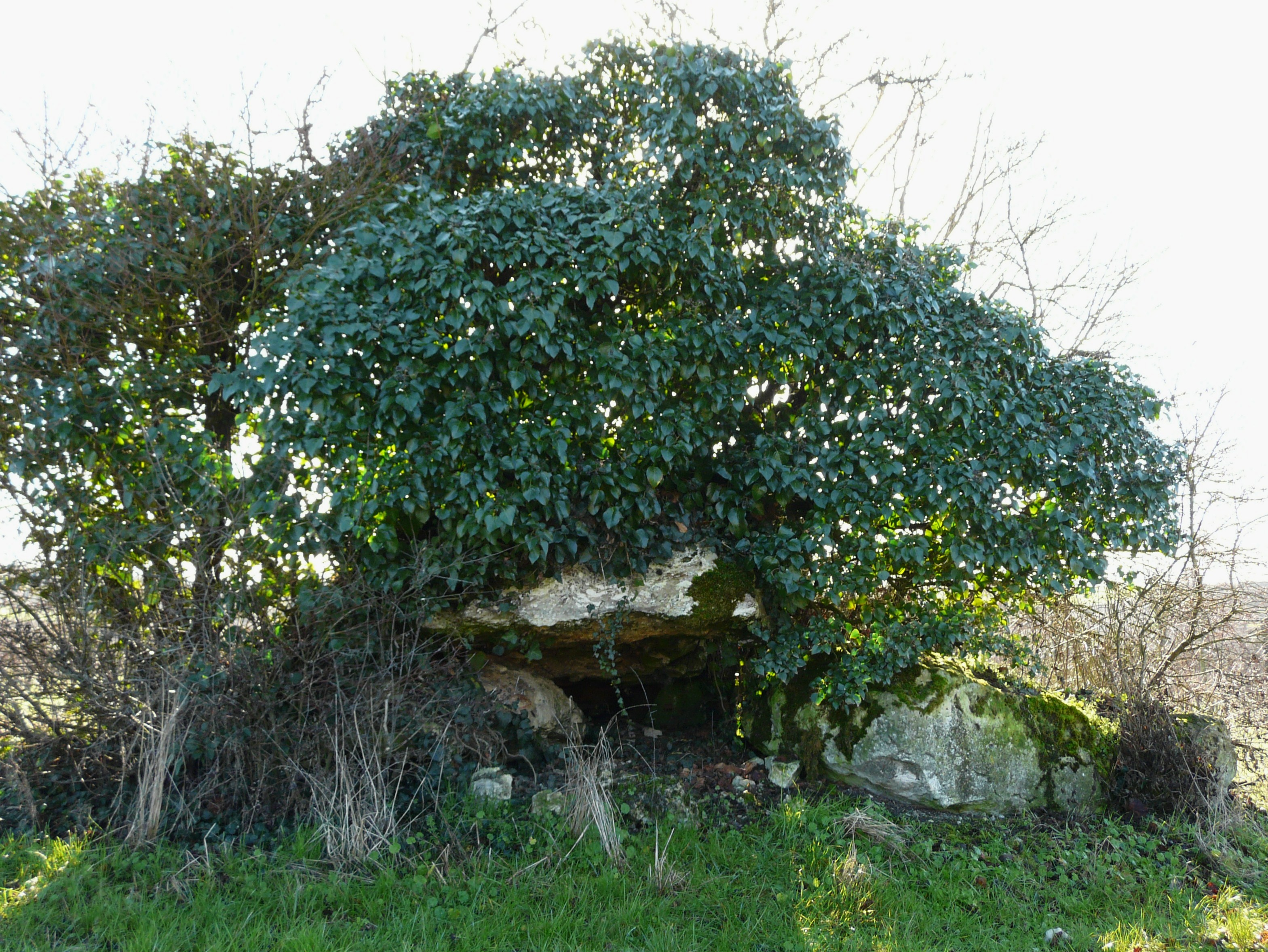
Dolmen von Eylias
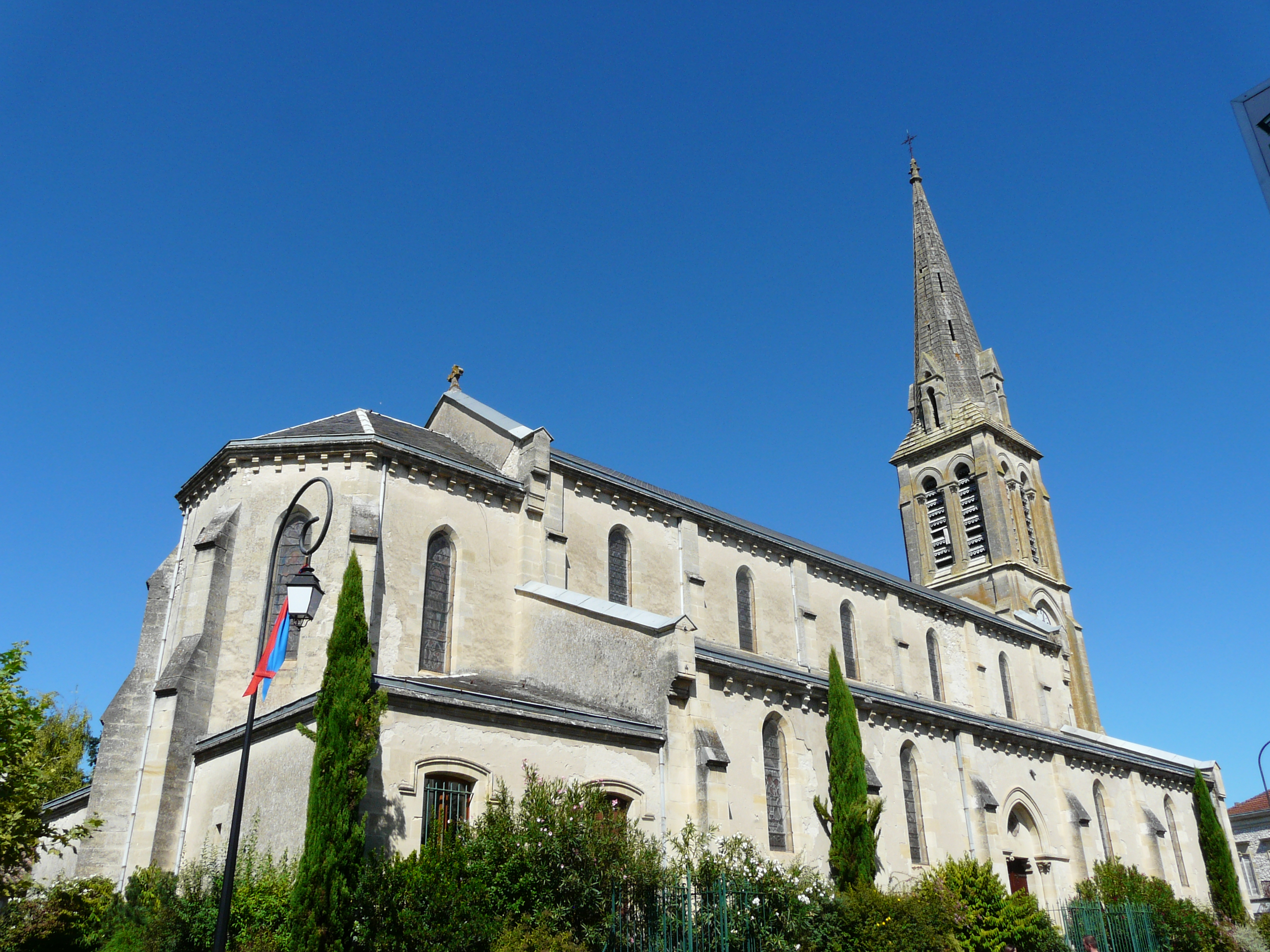
Kirche Notre-Dame de l’Assomption
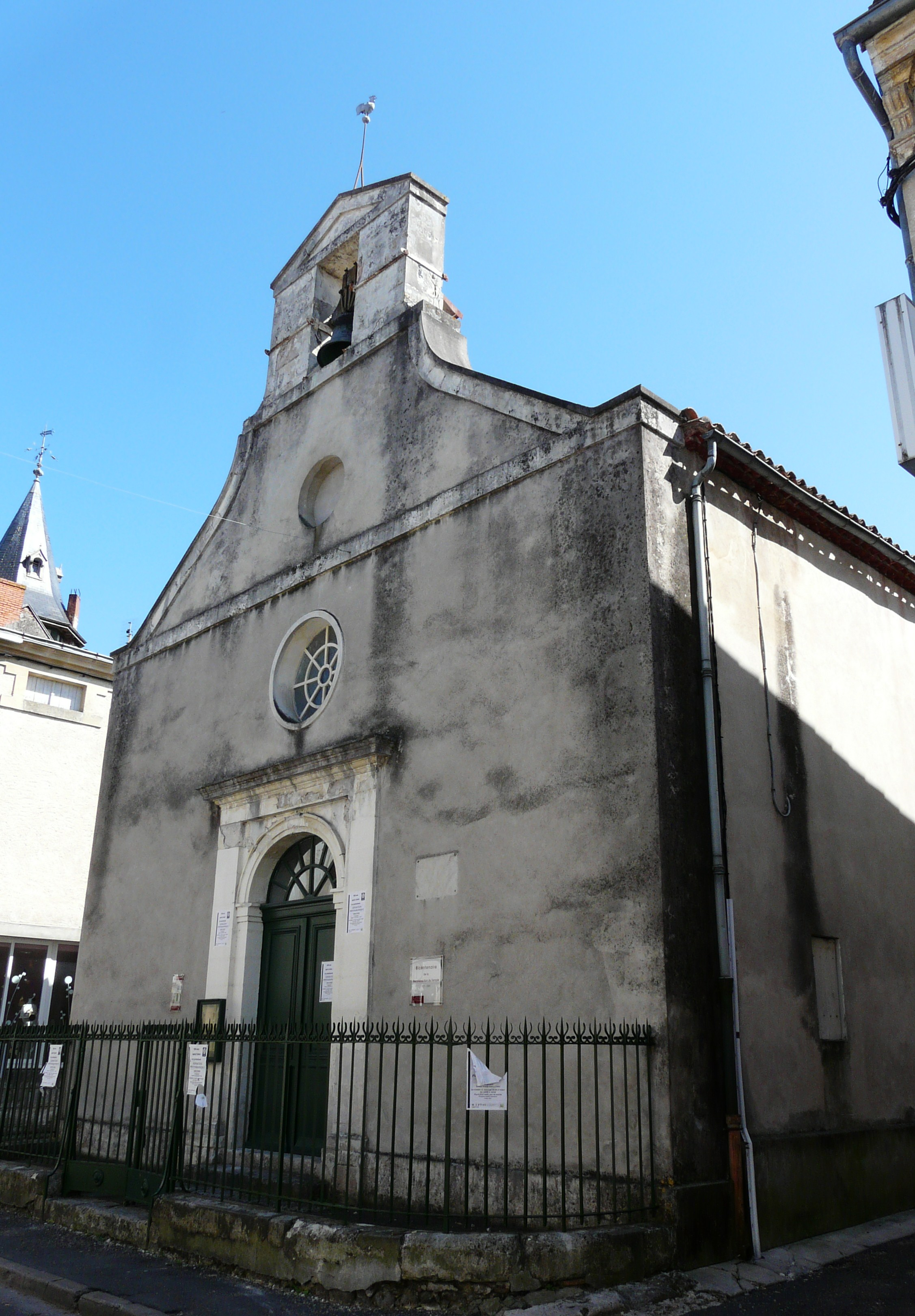
Protestantische Kirche

## Persönlichkeiten
- Jean-Baptiste Lemoyne (1751–1796), Komponist
- Dominique Erbani (* 1956), Rugbyspieler

## Gemeindepartnerschaften
Mit der italienischen Gemeinde Grumello del Monte in der Provinz Bergamo (Lombardei) seit 2006 und mit der kanadischen Gemeinde North Hatley in Québec seit 2008 bestehen Partnerschaften.